# Tibet-institutet i Rikon
Tibet-institutet i Rikon är ett buddhistiskt kloster i byn Rikon im Tösstal i kantonen Zürich i norra Schweiz.
Institutet invigdes den 9 november 1968. Det invigdes som ett institut, då Schweiz dåvarande grundlag förbjöd grundandet av nya kloster. Ytterligare kunde Dalai Lama inte besöka institutet, vars patron han är, av politiska skäl..
Institutet följer inte någon viss riktning av tibetansk buddhism och vill vara en mötesplats för alla tibetaner. Vid sidan av klostret finns det ett bibliotek med koppling till Zürichs universitet. Institutet försöker också befordra det tibetanska språket och kulturen.
Klostrets nuvarande abbot är Thupten Legmen.
År 2018 firades institutets 50-årsjubileum och en av gäster var Dalai Lama.